# Arrondissement Fort-de-France
Das Arrondissement Fort-de-France ist eine Verwaltungseinheit des französischen Départements Martinique. Hauptort (Präfektur) ist Fort-de-France.
Zum 1. Juni 1995 wurde aus Teilen des Arrondissements Fort-de-France das Arrondissement Saint-Pierre gebildet.

## Einwohnerentwicklung
| 1967    | 1974    | 1982    | 1990    | 1999    | 2006    |
| ------- | ------- | ------- | ------- | ------- | ------- |
| 139.660 | 147.651 | 155.571 | 163.969 | 166.238 | 168.720 |

## Gemeinden
Die 4 Gemeinden des Arrondissements Fort-de-France sind:
| Gemeinde                      | Einwohner 1. Januar 2022 | Fläche km² | Dichte Einw./km² | Code INSEE | Postleitzahl |
| ----------------------------- | ------------------------ | ---------- | ---------------- | ---------- | ------------ |
| Fort-de-France                | 75.165                   | 44,21      | 1.700            | 97209      | 97200, 97234 |
| Le Lamentin                   | 39.346                   | 62,32      | 631              | 97213      | 97232        |
| Saint-Joseph                  | 16.470                   | 43,29      | 380              | 97224      | 97212        |
| Schœlcher                     | 19.342                   | 21,17      | 914              | 97229      | 97233        |
| Arrondissement Fort-de-France | 150.323                  | 170,99     | 879              | 9721       | –            |

## Kantone
Bis 2015 bestanden im Arrondissement Fort-de-France die folgenden 16 Kantone:
| - Fort-de-France-1 - Fort-de-France-2 - Fort-de-France-3 - Fort-de-France-4 - Fort-de-France-5 - Fort-de-France-6 - Fort-de-France-7 - Fort-de-France-8 | - Fort-de-France-9 - Fort-de-France-10 - Le Lamentin-1 Sud-Bourg - Le Lamentin-2 Nord - Le Lamentin-3 Est - Saint-Joseph - Schœlcher-1 - Schœlcher-2 |